# Relvado
Relvado is een gemeente in de Braziliaanse deelstaat Rio Grande do Sul. De gemeente telt 2.250 inwoners (schatting 2009).